# Dato
Дато (Dato; полное имя груз. დავით (დათო) ხუჯაძე, Давид (Дато) Худжадзе; 25 июня 1975, Тбилиси, Грузия) — грузинский певец, композитор, мультиинструменталист, автор песен, исполняет поп-музыку с элементами соул, диско, джаза, регги, этнической музыки.
Дато, выпустивший (к середине 2012 года) три студийных альбома (I Want You to Want This, I Don’t Want to Hurt You, Sand Dream), неоднократно признавался «Певцом года» в Грузии; он — лауреат Гран-При фестиваля «Славянский Базар» (2000), обладатель приза зрительских симпатий на фестивале «Голос Азии» (Алма-Ата). Клип «Sand Dream» на песню Dato «Махинджи Вар», снятый компанией ParanoiaFilm, стал лауреатом XV Московского Международного фестиваля рекламы, участвовал во внеконкурсной программе фестиваля «Каннские львы».

## Биография
Дато родился в Тбилиси и с детства увлекался музыкой. В институте он создал с друзьями группу «Flash», очень популярную на грузинской эстраде в начале 1990-х годов. Из-за своего увлечения Дато бросил на четвёртом курсе обучение на стоматологическом факультете медицинского института и вместо того, чтобы сдавать экзаменационную сессию, поехал на фестиваль акапельной музыки.
Позднее, в 1990-е годы, Дато стал участником группы «Сахэ» (рус. Лицо). Это была первая грузинская соул-группа, которая на всю страну решилась открыто петь о сексе, об отношениях мужчины и женщины. Первый трек со словами и смыслом на грани фола был предложен одной из радиостанций и, как говорится в официальной биографии певца, «…буквально на следующий день первый сингл группы взорвал радиоэфиры по всей стране».
После успеха первых синглов группа дала концерт в здании Тбилисской Филармонии в зале на 3000 мест. Сомнения музыкантов в том, что зал будет полон, не оправдались: были проданы все билеты, а те, кто не попал на концерт, стали крушить здание. Весь полученный гонорар музыкантам пришлось отдать на реставрацию здания Филармонии.

### Сольная карьера
С 2000 года началась сольная карьера Дато. Его сольные концерты в Тбилиси стали собирать рекордное количество зрителей. Первый большой успех пришёл к Дато в 2000 году, когда он получил гран-при юбилейного фестиваля «Славянский Базар».
Два года спустя на фестивале «Голос Азии» он стал обладателем приза зрительских симпатий. Интерпретация трека «Чито Гврито», сделанная Dato, стала звучать на территории всего СНГ в ночных клубах и в эфирах радиостанций. Дважды певец собирал на свои концерты в Тбилиси полный Дворец Спорта.
В 2002 году вышел его первый альбом I Want You to Want This, затем второй — I Don’t Want to Hurt You (2003). Дато выступил с американским рэпером Кулио на его концерте в Тбилиси и устроил джем-сейшн с группой «Манхэттен Трансфер».
В 2004 году Дато переехал в Москву и начал работу с продюсером Гелой Гогохия. В декабре 2005 года компания «Граммофон Мьюзик» выпустила третий альбом певца, «Sand Dream», куда вошли 16 песен (на две из них — «Прости меня» и «Sand Dream» — были сняты видеоклипы).
Клип с песком «Sand Dream» Дато создал в 2005 году в сотрудничестве с израильской художницей Иланой Яхав. Клип, снятый компанией ParanoiaFilm, стал лауреатом 15-го Московского Международного фестиваля Рекламы, участвовал во внеконкурсной программе фестиваля «Каннские львы», «New York Film and video festival» и «Short Film Festival Clermont-Ferraud». Также видео получило специальный приз Московского Международного фестиваля рекламы. В 2008 году клип представлял Россию на скандинавском кинофестивале Winterfestivaleen.
Дато, представлявший на премии BigAppleMusicAwards две страны, под шквал аплодисментов получил две награды: приз — за клип «Sand Dream» — как за лучшее музыкальное видео, и премию как лучший европейский артист по версии Big Apple Music Awards.
Клип транслировался на центральных телеканалах, включая программу Дмитрия Диброва «Просвет», и вызвал большой интерес (около миллиона просмотров за первые дни попадания на сайте youtube). После выхода «Sand Dream», на известных мировых и Российских телеканалах появились рекламные ролики в таком же стиле. Согласно биографии певца на официальном сайте, «…Можно сказать, что именно с подачи Дато в Россию пришёл этот новый стиль».
Многие считают этот музыкальный клип первым в мире, где использовалась уникальная технология рисунка на песке. Некоторые музыкальные критики признали клип самым сенсационным видео 2005 года. Клип «Sand Dream» занимал лидирующие позиции в чартах канала «Music Box» и на других телеканалах, ротировался в эфире западных телеканалов.
Заключительным номером на церемонии закрытия фестиваля «Кинотавр»-2007 стало выступление Dato с песней «Махинджи Вар», показанное в прямой трансляции каналом «СТС».
В качестве хэдлайнера и главного гостя Дато неоднократно принимал участие в таких программах, как «Звёзды против караоке», «Comedy Club» и «Жизнь прекрасна».
В 2006 году совместно с российским хип-хоп исполнителем Лигалайзом Dato (Дато) записал песню «Джаная». В октябре 2006 года компанией «Север Продакшн» был снят клип на эту композицию, вышедший в эфир канала Mtv 1 января 2007 года.
Песня «Джаная» была использована в качестве саундтрека к телесериалу канала MTV «Клуб», для чего была снята концертная версия трека. Композиция была использована также телеканалом СТС в одном из своих сериалов.
Съёмки клипа на песню «Она» проходили в Швеции, на необитаемом острове, в подземном городе, в виртуальной студии.
В заключительный день съёмок на два часа была перекрыта центральная европейская трасса E-4.
В 2008 году Дато попробовал свои силы в продюсировании танцевального шведского коллектива Basic Element, открыл свою звукозаписывающую студию Art Land, начал запись новых треков в стиле dance.
Трек «Дежа Вю» в первых числах января появляется в эфире самых модных и популярных молодёжных станции Москвы, после чего было принято решение снять на композицию видеоклип. Клип был снять в Стокгольме, на трёх языках: русском, грузинском и английском. Премьера состоялась на сайте mail.ru 4 апреля 2009 года. Песня в итоговом годовом чарте многих станций страны попала в топ-3 среди танцевальных треков на русском языке. Дато неоднократно был приглашён на главные масштабные танцевальные концерты страны.
18 июля 2009 года в Apple Store появилась программа «Dato», в которой доступна биография певца, композиции, просмотр видеоклипов.
В 2010 году Дато записывает второй трек в стиле евродэнс, он вышел на двух языках, по-русски он называется «Чёрно-белая ночь», а по-английски — «Flashing Lights». Финальная версия песни была записана на студии в Стокгольме. С этой песней Дато был приглашён на главный концерт выпускников столицы, который состоялся в ГЦКЗ Россия в 2010 году.
В середине лета 2010 года Dato выпустил очередной трек в танцевальном жанре «Straight through my heart». Автором музыки как всегда выступил сам Dato. Продакшн осуществила студия Art Land (Москва). Видеосъёмки прошли в Швеции.
В 2012 году вышел видеоклип на песню «Я любил» в котором приняла участие российская актриса Мария Берсенева. Видеосъёмки прошли в Москве.
2014 году Dato в Париже снимает клип на песню- Когда Ты Со Мной.
в 2015 году проходит благотворительный сольный концерт Dato. Почти год был потрачен на подготовку этого события и репетиции музыкантов. Также самым важным критерием при создании этой концертной программы стал качественный живой звук. И вот, наконец, в Тбилиси в Театре имени Шота Руставели состоялся сольный концерт Dato.Tbilisi.Life.
Dato, славящийся своими яркими аранжировками, и на этот раз удивил всех новым звучанием.
Также важно сказать, что все деньги, собранные с продажи билетов — а в зале был полный аншлаг — пошли на нужды фонда «Солидарность», который борется с детской лейкемией. Для артиста это было непременным условием для проведения шоу.
Более 25 песен прозвучало в тот вечер со сцены. Многие из них обрели поистине новое звучание. Например, «Прости меня» получила самую настоящую рок-аранжировку, а «Джаная» наполнилась ритмами и звуками знойной латины.
В праздничные дни на музыкальных каналах России и стран СНГ была показана сокращённая версия концерта (в России в эфире канала RUSONG TV RUSSIANMUSICBOX), а затем в России будет выпущен dvd-диск с полноценной записью шоу для всех поклонников певца. Также можно будет скачать аудиоверсию концерта в iTunes и Google play (в 2018 году). Тем самым Dato прервёт свою долгую паузу и порадует слушателей полноценным альбомом.
2016 год Dato снимает в Лос Анджелесе клип на очередную лирическую композицию, Песня называется- Если Это Не Любовь.

### Политическая карьера
Дато баллотировался в депутаты грузинского парламента. Он был избран, но его карьера политика ограничилась всего одним пятнадцатиминутным заседанием. Прозвучал гимн страны, открылась дверь и… началась «Революция роз». Дато переехал в Москву и начал всё с нуля.

## Увлечения
Дато увлекался парапланеризмом, коллекционировал раритетные автомобили. В Тбилиси у певца есть две лошади породы мустанг, один из которых особо дорог ему, так как он был подарен участнику от СССР на Уимблдонском турнире и привезён из Англии.

## Достижения и награды
- Гран-При фестиваля «Славянский Базар» — 2000 год (Киев)
- Гран-при Фестиваля Чёрной Музыки (клубный фестиваль, Москва, 2001 год)/li>
- Приз зрительских симпатий на фестивале «Голос Азии» (2001, Алма-Ата)
- Обладатель премии «Лучшие из Лучших» (премия «профессионал России», Москва, 2007)
- Обладатель двух премий международной церемонии Big Apple Music Awards (Нью-Йорк, 2009—2011)
- Премия «Бог эфира» в номинации «Самый широкоформатный артист России» (2010, Москва)

## Дискография
- I Want You to Want This (2002)
- I Don’t Want to Hurt You (2003)
- Sand Dream (2006)